# Cossypha dichroa
Cossypha dichroa là một loài chim trong họ Muscicapidae.